# Радовникович, Иво
Иво Радовникович (хорв. Ivo Radovniković; 9 февраля 1918 или 8 февраля 1918, Сплит — 22 октября 1977, Сплит) — хорватский футболист, полузащитник, и тренер.

## Карьера футболиста
Уроженец Сплита, Радовникович присоединился к местному клубу «Хайдук» в 1930 году, в возрасте 12 лет, и дебютировал на профессиональном уровне за клуб шесть лет спустя в матче против «Борово». За следующие 17 лет в клубе он появился в общей сложности в 475 матчах и забил 160 голов (включая 117 матчей и 23 гола в Первой лиге Югославии). С клубом он выиграл чемпионат Хорватской бановины в 1941 году и два титула Первой лиги Югославии в 1950 и 1952 годах.
Во время Второй мировой войны, когда «Хайдук» был на короткое время расформирован властями, он был одним из игроков, которые присоединились к восстановленному клубу в изгнании на острове Вис (который в то время был оплотом югославских партизан), и играл в показательных матчах до конца войны. Он отличился тем, что сыграл в 85 матчах за военную команду «Хайдук». Хотя он никогда не играл за сборную Югославию, он был членом команды, которая участвовала в чемпионате мира 1950 года в Бразилии.

## Карьера тренера
После завершения карьеры футболиста в конце сезона 1952/1953 он стал тренером. Он вернулся в «Хайдук» и руководил их молодёжной командой с 1955 по 1958 года, прежде чем занял пост тренера основной команды в сезоне 1958/1959, когда сплитский клуб занял седьмое место в национальном чемпионате. После этого он руководил несколькими командами более низкого уровня, включая «Слога» (Добой) и «Сплит».

## Достижения

### Как игрок
«Хайдук» (Сплит)
- Чемпион Югославии: 1950, 1952[англ.]
- Чемпион Хорватской бановины: 1941